# 曼扎克
曼扎克（法語：Minzac，法語發音：[mɛ̃zak]）是法国多尔多涅省的一个市镇，属于贝尔热拉克区。

## 地理
曼扎克（44°58'20"N, 0°2'14"E）面积15.91 平方千米，位于法国新阿基坦大区多爾多涅省，该省份为法国西南部内陆省份，是法國本土面积第三大的省，大致对应佩里戈尔地区，北起顺时针与夏朗德省、上维埃纳省、科雷兹省、洛特省、洛特-加龙省、吉倫特省和滨海夏朗德省接壤。
与曼扎克接壤的市镇（或旧市镇、城区）包括：蒙佩鲁、穆兰讷夫、弗朗克、皮诺尔芒、莱萨勒德卡斯蒂永、隆沙自由城。

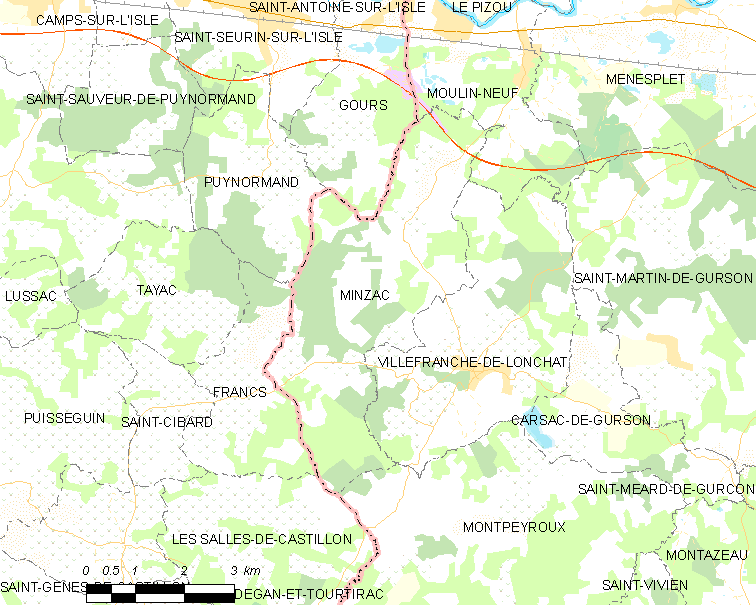
曼扎克的OSM定位图

曼扎克的时区为UTC+01:00、UTC+02:00（夏令时）。

## 行政
曼扎克的邮政编码为24610，INSEE市镇编码为24272。

## 政治
曼扎克所属的省级选区为蒙泰涅和居尔松地区县。

## 人口

1962-2008年间曼扎克人口变化图示

曼扎克于2022年1月1日时的人口数量为495人。